# Clan Motisi
Il Clan Motisi è uno storico clan mafioso di Palermo, con sede nel quartiere Pagliarelli. È stato fondato negli anni 1930 da Francesco Motisi, pertanto è considerato uno dei clan più antichi ancora operanti a Palermo.

## Storia
Lorenzo Motisi, temuto boss palermitano, ottenne un seggio nella Commissione come capomandamento di Pagliarelli. Lo sostituì alla fine degli anni ottanta Ignazio Motisi (Palermo, 1º gennaio 1934), che prese anche il rango di capomandamento.
Matteo Motisi (Palermo, 16 aprile 1918 - 5 settembre 2003) rilevò poi l'organizzazione nel 1983, e si schierò al fianco dei Corleonesi durante la Seconda guerra di mafia. Nonostante fosse in precedenza alleata con il clan di Stefano Bontate, Motisi si schierò contro di questi e contro gli Inzerillo, di cui uccise ben 22 membri.
Quando Motisi fu condannato all'ergastolo per l'omicidio di Rocco Chinnici, Giovanni Falcone e Paolo Borsellino, il clan fu rilevato da suo nipote, Giovanni Motisi (Palermo, 1º gennaio 1959), già latitante dal 1998 e stretto alleato di Bernardo Provenzano.

## Boss del clan Motisi
- anni 1930 - anni 1950 — Francesco Motisi.
- anni 1950 - 1978 — Lorenzo Motisi, ha fatto parte della Commissione provinciale nel 1957, come capomandamento di Pagliarelli.
- 1978 - 1983 — Ignazio Motisi (Palermo, 1º gennaio 1934), nell'aprile 1988 fu scagionato dall'accusa di aver ordinato, tra il 1977 e il 1985, 33 omicidi. A Motisi, da tempo latitante, venivano tra l'altro attribuite le uccisioni del colonnello dei carabinieri Giuseppe Russo, del segretario provinciale della DC palermitana Michele Reina, del presidente della Regione Siciliana Piersanti Mattarella, del segretario regionale del PCI Pio La Torre, del capitano dei carabinieri Mario D'Aleo, del commissario di polizia Giuseppe Montana, del vice questore Antonino Cassarà e dell'agente Roberto Antiochia. Ignazio Motisi era stato già assolto con formula piena nel primo processo a Cosa nostra.
- 1983 - 2000 — Matteo Motisi (Palermo, 16 aprile 1918 - 5 settembre 2003).[2]
- 2000 - attualmente — Giovanni Motisi (Palermo, 1º gennaio 1959), dal 1998 latitante.[3]